# Control Z
Control Z es una serie de televisión mexicana creada por Carlos Quintanilla Sakar, Adriana Pelusi y Miguel García Moreno que se estrenó en Netflix el 22 de mayo de 2020. Es producida por Lemon Studios y está protagonizada por Ana Valeria Becerril, Michael Ronda, Yankel Stevan, Luis Curiel, Samantha Acuña, Macarena García, Fiona Palomo, Patricio Gallardo y Andrés Baida.
El 29 de mayo de 2020, Netflix confirmó la renovación de la serie para una segunda temporada, la cual fue estrenada el 4 de agosto de 2021. El 30 de agosto de 2021, Netflix renovó la serie para una tercera y última temporada, la cual fue estrenada el 6 de julio de 2022.

## Sinopsis

### Temporada 1
Luego de que un hacker comienza a exponer los secretos de los estudiantes frente a toda la escuela, la distante y observadora Sofía se dispone a descubrir su identidad.

### Temporada 2
En este año escolar sus secretos no serán lo único en peligro. Un perpetrador anónimo lanza un ataque en contra de los estudiantes del Colegio Nacional para vengar a Luis. Pero esta vez no está detrás de sus secretos.

### Temporada 3
Inmediatamente después de la muerte accidental de Susana, el grupo hace un pacto para mantener en secreto su participación y no volver hablar de ello. Quince meses después el grupo está a punto de graduarse y alcanzar sus sueños. Todo pinta muy bien para ellos hasta que @todostussecretos se reactiva y amenaza con quitarles lo que más quieren. Su brillante y reluciente futuro, una vez más, depende de Sofía para descubrir quién está detrás de esta nueva amenaza antes de que sea demasiado tarde.

## Reparto

### Principal
- Ana Valeria Becerril como Sofía Herrera[9][10]
- Michael Ronda como Javier Williams[1][10]
- Yankel Stevan como Raúl León[10][11]
- Zión Moreno como Isabela de la Fuente (temporada 1)[10][1][12][13][14]
- Luis Curiel como Luis Navarro[10]
- Macarena García como Natalia Alexander[10]
- Samantha Acuña como Alex
- Fiona Palomo como María Alexander[10][11]
- Andrés Baida como Pablo García[10][11]
- Patricio Gallardo como Gerardo «Gerry» Granda[10][11]
- Iván Aragón como Darío[10]
- Xabiani Ponce de León como Ernesto
- Rodrigo Cachero como Miguel Quintanilla
- Mauro Sánchez Navarro como Bruno (temporada 1 y 3 principal)
- Renata del Castillo como Lulú
- Sandra Burgos como Marta, la madre de Luis (temporada 1; recurrente temporadas 2 y 3)
- Patricia Maqueo como Rosita (temporadas1 y 3 recurrente; 2 principal)

### Secundarios e invitados
- Alexander Holtmann como Lalo de la Fuente (temporada 1)
- Lidia San José como Gabriela
- Güero (temporadas 2–3; recurrente, temporada 1)
- Arturo Barba como Fernando Herrera
- Kariam Castro como Valeria
- Ariana Saavedra como Regina
- Ana Sofía Gatica como Claudia (temporadas 2–3)
- Cristian Santin como Güero (temporadas 2–3; recurrente, temporada 1)
- Nastassia Villasana como Bety de la Fuente (temporada 1)
- Pierre Louis como Felipe "Pipe" (temporada 2; invitado temporada 3)
- Marco Zunino como Damián Williams
- Susana Lozano como la mamá de Gerry
- Ricardo Crespo como el papá de Gerry
- Valery Sais como Sofía niña
- Noah Sloan como Ismael (Isabela niño)
- Daniela Zavala como Alondra de León (temporada 1)
- Alejandro Ávila como Roberto de León (temporada 1)
- Rodrigo Mejía como el papá de Natalia (temporada 1–2)
- Citlali Galindo como la mamá de Natalia
- Fabián Mejía como Salvador
- Cuitlahuac Santoyo como Gibrán
- Pablo De La Rosa como Jordi (temporada 1–2)
- David Montalvo como Joaquín
- Diana Carreiro como Daniela (temporada 3)[15]

## Episodios

### Temporadas
| Temporada | Temporada | Episodios | Episodios | Emisión original    | Emisión original    |
| --------- | --------- | --------- | --------- | ------------------- | ------------------- |
|           | 1         | 8         | 8         | 22 de mayo de 2020  | 22 de mayo de 2020  |
|           | 2         | 8         | 8         | 4 de agosto de 2021 | 4 de agosto de 2021 |
|           | 3         | 8         | 8         | 6 de julio de 2022  | 6 de julio de 2022  |

### Temporada 1 (2020)
| N.º en serie | N.º en temp. | Título                         | Dirigido por                           | Escrito por                                                     | Fecha de lanzamiento original |
| --- | ------------ | ------------------------------ | -------------------------------------- | --------------------------------------------------------------- | ----------------------------- |
| 1 | 1            | «La chica del cumpleaños»      | Alejandro Lozano                       | Adriana Pelusi                                                  | 22 de mayo de 2020            |
| Isabela es víctima de acoso después de que un oscuro secreto suyo es revelado durante una asamblea en el Colegio Nacional. Este suceso coincide con la llegada del chico nuevo Javier, quien rápidamente se hace amigo de la distante, pero observadora, Sofia, la cual recibe la petición de su compañero Raúl para desenmascarar al autor del reciente escándalo en la escuela: un hacker con información delicada de aparentemente todos. Mientras tanto, Luis es víctima de bullying por parte del bravucón Gerry. |              |                                |                                        |                                                                 |                               |
| 2 | 2            | «Víctimas»                     | Alejandro Lozano                       | Carlos Quintanilla Sakar                                        | 22 de mayo de 2020            |
| El hacker expone los secretos de más alumnos en el Colegio, dañando su reputación y provocando una citación por parte del director Quintanilla: Natalia es expuesta como ladrona de unos fondos escolares destinados a la fiesta de fin de año y debe devolver todo lo robado para evitar sanciones legales; Pablo, el novio de Isabela, ve su relación afectada por una aparente infidelidad con una chica llamada "La conejita"; Gerry es abandonado por su novia Rosita cuando se revela su reprimida homosexualidad; y los padres de Raúl se ven amenazados legalmente al quedar en evidencia su corrupción en la política. Ante este nuevo clima de tensión en la escuela, Sofia se decide a desenmascar a esta figura amenazante, tomando a Javier como su compañero de investigación. |              |                                |                                        |                                                                 |                               |
| 3 | 3            | «Idiotas»                      | Alejandro Lozano                       | Miguel García Moreno                                            | 22 de mayo de 2020            |
| Después de hacer un escándalo en la escuela tras revelar ser el hacker, Luis es expulsado y buscado por un iracundo Gerry y su pandilla. Mientras tanto, Sofia desconfía de la supuesta confesión de Luis, comprobando que sólo se adjudicó la culpa para poder ser expulsado y así huir del maltrato de sus compañeros y la constante humillación involuntaria de su madre neurótica. |              |                                |                                        |                                                                 |                               |
| 4 | 4            | «Clase nocturna»               | Bernardo de la Rosa                    | Adriana Pelusi                                                  | 22 de mayo de 2020            |
| 5 | 5            | «Cara a cara»                  | Bernardo de la Rosa                    | Carlos Quintanilla Sakar, Adriana Pelusi y Miguel García Moreno | 22 de mayo de 2020            |
| 6 | 6            | «¿Qué tanto conoces a Javier?» | Bernardo de la Rosa                    | Carlos Quintanilla Sakar, Adriana Pelusi y Miguel García Moreno | 22 de mayo de 2020            |
| 7 | 7            | «Control Z»                    | Bernardo de la Rosa                    | Carlos Quintanilla Sakar, Adriana Pelusi y Miguel García Moreno | 22 de mayo de 2020            |
| 8 | 8            | «Enemigo público»              | Alejandro Lozano y Bernardo de la Rosa | Carlos Quintanilla Sakar, Adriana Pelusi y Miguel García Moreno | 22 de mayo de 2020            |

### Temporada 2 (2021)
| N.º en serie | N.º en temp. | Título                           | Dirigido por                           | Escrito por                                     | Fecha de lanzamiento original |
| ------------ | ------------ | -------------------------------- | -------------------------------------- | ----------------------------------------------- | ----------------------------- |
| 9            | 1            | «No se puede enterrar el pasado» | Alejandro Lozano y Bernardo de la Rosa | Carlos Quintanilla Sakar y Miguel García Moreno | 4 de agosto de 2021           |
| 10           | 2            | «El regreso»                     | Alejandro Lozano y Bernardo de la Rosa | Florencia Castillo                              | 4 de agosto de 2021           |
| 11           | 3            | «Necesidades»                    | Alejandro Lozano y Bernardo de la Rosa | Miguel García Moreno                            | 4 de agosto de 2021           |
| 12           | 4            | «Nada que esconder»              | Alejandro Lozano y Bernardo de la Rosa | Carlos Quintanilla Sakar                        | 4 de agosto de 2021           |
| 13           | 5            | «Nuevos placeres»                | Alejandro Lozano y Bernardo de la Rosa | Florencia Castillo y Carlos Quintanilla Sakar   | 4 de agosto de 2021           |
| 14           | 6            | «Un minuto de silencio»          | Alejandro Lozano y Bernardo de la Rosa | Carlos Quintanilla Sakar y Florencia Castillo   | 4 de agosto de 2021           |
| 15           | 7            | «Control Z»                      | Alejandro Lozano y Bernardo de la Rosa | Miguel García Moreno y Carlos Quintanilla Sakar | 4 de agosto de 2021           |
| 16           | 8            | «La última venganza»             | Alejandro Lozano y Bernardo de la Rosa | Miguel García Moreno                            | 4 de agosto de 2021           |

### Temporada 3 (2022)
| N.º en serie | N.º en temp. | Título                                | Dirigido por                           | Escrito por                           | Fecha de lanzamiento original |
| ------------ | ------------ | ------------------------------------- | -------------------------------------- | ------------------------------------- | ----------------------------- |
| 17           | 1            | «¿Creías que me iba a olvidar de ti?» | Alejandro Lozano y Bernardo de la Rosa | Miguel García Moreno                  | 6 de julio de 2022            |
| 18           | 2            | «¿María?»                             | Alejandro Lozano y Bernardo de la Rosa | Luis Gamboa                           | 6 de julio de 2022            |
| 19           | 3            | «Has llegado a tu destino»            | Alejandro Lozano y Bernardo de la Rosa | Mariana Palos                         | 6 de julio de 2022            |
| 20           | 4            | «Heridas abiertas»                    | Alejandro Lozano y Bernardo de la Rosa | Miguel García Moreno y Mariel Segovia | 6 de julio de 2022            |
| 21           | 5            | «Helena»                              | Alejandro Lozano y Bernardo de la Rosa | Luis Gamboa                           | 6 de julio de 2022            |
| 22           | 6            | «Game Master»                         | Alejandro Lozano y Bernardo de la Rosa | Mariana Palos                         | 6 de julio de 2022            |
| 23           | 7            | «Yo soy @todostussecretos»            | Alejandro Lozano y Bernardo de la Rosa | Mariana Palos y Luis Gamboa           | 6 de julio de 2022            |
| 24           | 8            | «Graduación»                          | Alejandro Lozano y Bernardo de la Rosa | Miguel García Moreno                  | 6 de julio de 2022            |

## Premios y nominaciones
| Año  | Premio        | Categoría              | Nominado (s)                                              | Resultados | Ref.   |
| ---- | ------------- | ---------------------- | --------------------------------------------------------- | ---------- | ------ |
| 2020 | Premios PRODU | Mejor actor revelación | Yankel Stevan                                             | Ganador    | [ 16 ] |
| 2020 | Premios PRODU | Mejor escritor         | Carlos Quintanilla, Adriana Pelusi y Miguel García Moreno | Ganadores  | [ 16 ] |